# توجه رومانسي
توجه رومانسي أو توجه وجداني (بالإنجليزية: Romantic orientation)‏ يدل على جنس أو نوع الجنس التي بها يكون الشخص الأكثر احتمالا ان يقيم علاقة عاطفية أو أن يقع في الحب. يتم استخدامه على حد سواء بدلا من ذلك وجنبا إلى جنب مع تعبير التوجه الجنسي، ومبنية على وجهة نظر أن الانجذاب الجنسي ما هو إلا عنصر واحد من ديناميكية أكبر. على سبيل المثال، على الرغم من ان الشخص جامع الجنس قد يشعر بانجذاب جنسي لعديد أنواع الجنس، الا انه قد يكون ميالا إلى الرومانسية الحميمية مع الإناث.بالنسبة للأشخاص اللاجنسيين، غالبا ما يعتبر التوجه الرومانسي أكثر فائدة في قياس الجاذبية من التوجه الجنسي.

## الهويات الرومانسية

علم اللارومانسيين

الناس قد أو قد لا تشارك في علاقات رومانسية بحتة. الهويات الرومانسية المتعلقة بهذه هي:
- لارومانسي: عدم وجود جاذبية رومانسية تجاه أي شخص.
- رومانسية مغايرة: توجه رومانسي تجاه شخص من أحد الجنسين غير جنسه.
- رومانسية مثلية: توجه رومانسي تجاه شخص من نفس الجنس.
- رومانسية ثنائية: توجه رومانسي تجاه أحد الجنسين أو أكثر من نوع الجنس.
- رومانسية جامعة: توجه رومانسي تجاه أي شخص من أي نوع جنس.

## قراءة إضافية
- Wells, J. W. (1989). "Teaching about Gay and Lesbian Sexual and Affectional Orientation Using Explicit Films to Reduce Homophobia". Journal of Humanistic Education and Development. ج. 28 ع. 1: 18–34.